# NECESSARY EVIL
『NECESSARY EVIL』（ネセサリー・イーヴル）は、日本のバンドThe Mirrazの3枚目のアルバムである。2009年10月14日発売。発売元はmini muff records。

## 収録曲
1. check it out! check it out! check it out! check it out![2:20]
歌詞の中に「ロッキンオン」「ビースティ・ボーイズ」「マイクD」「チャオズ」が出てくる。
2. Let's Go![3:24]
3. 走れ魔法使い[4:19]
歌詞の中に「パリス・ヒルトン」「ミイラズのBBS」「魔法使いサリー」が出てくる。
4. イフタム！ヤー！シムシム！[4:30]
5. 三千世界よりロンドンスタイル[3:24]
6. なんだっていい//////[3:52]
歌詞の中に「コナン」が出てくる。
7. 神になれたら[4:24]
8. 給付金貰って何買おう？[4:21]
歌詞の中に「ドラクエ」が出てくる。
9. XYZ[2:40]
歌詞の中に「シティーハンター」が出てくる。
10. ぶっこ[2:27]
歌詞の中に「南を甲子園に連れてって」が出てくる。
11. 5.5.5st[2:19]